# RIRICO
RIRICO（りりこ、1983年5月6日 - ）は、日本の元AV女優。RIRIKOとして出演している作品もある。

## 略歴
- 2004年 - AVデビュー。Gカップの巨乳の持ち主であった。痴女・レズもの作品の出演が多かった。
- 2006年12月18日 - 引退した。

## 作品

### アダルトビデオ
RIRIKO 名義
- 家庭教師は女子大生Special 9（2005年2月18日、クリスタル映像）
- こだわりの手コキ 39人の手コキ嬢（2005年2月17日、隼エージェンシー）
- おとなの宴会 乱交!ピンクコンパニオン 4 〜王様ゲーム・野球拳付き（コスプレ無料）〜（2005年5月4日、V&Rプロダクツ）
- 童貞の僕がいとこの巨乳三姉妹の家に居候した。パート2（2005年6月4日、V&Rプロダクツ）
- 無肌毛 RIRIKO（2005年8月25日、月下美人）
- THE BODY HEAT 2（2006年2月17日、クリスタル映像）
- 私は痴女 第44報告書 満戸開放（2006年3月4日、クリスタル映像）
- 乳とろニクス 美乳、モロ出し姉ちゃん揉みたおし。Vol.1（2006年11月19日、ZONE）

りりこ 名義
- めがねっ娘…。2（2005年3月27日、メディアステーション）
- パジャマっ娘…。　（2005年8月14日、メディアステーション）

RIRICO 名義
発売日不明
- 猥褻なお姉さんのいいなりでねっとりと弄くられる興奮（ビーワン）

2004年
- 女子高生ローションキャットファイト甲子園 〜負けると即、悶絶レズリンチ〜（7月22日、SODクリエイト）
- もも尻 Fantasista 4（8月13日、プラチナソフト）
- 男嬲り強制発射（8月19日、SODクリエイト）
- 癒しボイン 3（9月10日、プラチナソフト）
- THE巨乳スチュワーデス 3（10月6日、ドリームチケット）
- ボディコン先生 ［着エロ猥褻レッスン］（11月3日、ドリームチケット）
- B.B ボイン ボム!! 04（11月19日、シャイ企画）
- 巨乳シェイク vol.2（11月20日、ジャパン）

2005年
- 放課後 女子校生狩り（1月21日、うまなみ。）
- もしもこんな痴女がいたら…。4（1月28日、うまなみ。）
- 痴女ハウスへようこそ!痴女6人の発情パフォーマンス（2月17日、隼エージェンシー）
- Boin Switch!（3月15日、ビッグモーカル）
- セレブ妻中出し 6人のザーメン中出し淫乱妻（3月17日、隼エージェンシー）
- おっぱい7フィーバー（3月18日、シャイ企画）
- HIGH SCHOOL FUCK（4月8日、アイデアポケット）
- 近親相姦8ストーリー －第九章－（4月15日、隼エージェンシー）
- キス・コレクション2 34人のべろんちょ娘（4月15日、隼エージェンシー）
- Boin Switch!巨乳4時間撮り下ろし!（4月22日、ビッグモーカル）
- Gカップミニスカ学園 巨乳女子校生ぷるるん授業（4月15日（レンタル） / 5月27日（セル）、ビッグモーカル）
- オナニスト［第十章］（5月18日、隼エージェンシー）
- 非日常的悶絶遊戯 第四十一章 新人着エロモデル、RIRICOの場合（6月10日、AVS）
- フェラマニア 25人のおしゃぶり姫（6月15日、隼エージェンシー）
- むっちんプリン2（7月1日、ワンズファクトリー）
- 第2回ドキッ!女だらけのTバック水泳大会（7月7日、V&Rプロダクツ）
- 第2回ドキッ!女だらけのTバック水泳大会の裏側全部見せます（7月7日、V&Rプロダクツ）
- 第2回ドキッ!女だらけのＴバック水泳大会 水中カメラ「イルカ君」編（7月7日、V&Rプロダクツ）
- 爆乳300cm中出し　（7月13日、カルマ）
- 昼下がりのいけない人妻たち 9人の淫乱妻（7月13日、隼エージェンシー）
- 巨乳LOVE 巨乳ギャルに中出ししたり、口に出したり（8月10日、隼エージェンシー）
- トリプルGカップに甘えさせてアゲル（8月13日、MOODYZ）
- 痴女ホテル（8月20日、イマージュ）
- 清純桜学園　萌えっ娘3人組（8月26日、イーパワー）オムニバス作品
- 巨乳妄想 〜お姉さんのオッパイに癒されたい〜（9月1日、ワンズファクトリー）
- ぬめる舌が絡まるディープキススペシャル&フェラチオもあります（9月10日、AVS）
- ハスラーのきれいなお姉さんがしてあげる（9月15日、ジェイモデル）
- ボクの新妻は巨乳で裸エプロンでメガネっ娘 #08（9月16日、ゴーゴーズ）
- 絶淫・膣出し巨乳 2 プルプル激爆乳若妻 りりこ 24歳（9月20日、プラネット53）
- エロランジェリーTVショッピング（9月20日、ネクストイレブン）
- サーファーギャルズ 2（9月20日、イマージュ）
- The ボイン 秘書（9月20日、LEO）オムニバス作品
- お姉さん黒Stocking（9月23日、笠倉出版社）
- THE KING GAME（10月15日、アレックス）
- 発情OL オフィスで… 15（9月27日、クリスタル映像）
- スーパー痴女教師 エロドリル 2（10月20日、LEO）オムニバス作品
- 巨乳クラブ 05（11月15日、ワープエンタテインメント）
- 先生もう無理っす・2（11月18日、LEO）
- エロネタクイズ国内予選（11月15日、アレックス）
- 甘えん坊なボク、（12月13日、マルクス兄弟）オムニバス作品
- Dynamite!!（12月17日、ラハイナ東海）
- 巨乳女子校生健康診断（12月19日、クロス）
- 集団痴女バス 2（12月20日、イマージュ）
- 爆乳遊戯（12月21日、タカラ映像）
- うまなみプレゼンツ12 もしもこんな痴女がいたら…。4時間（12月23日、おかず。(ケイ・エム・プロデュース)）うまなみ。作品『もしもこんな痴女がいたら…。4』のセルDVD化作品

2006年
- 巨乳娘限定!新春極楽!花びら大回転バスツアー!（1月4日、ディープス）
- 艶汁娘 EPISODE:03 ＜扉の向こうの私 RIRICO＞（1月19日、エムズビデオグループ）
- 漁師の娘 2（1月25日、ネクストイレブン）
- Dirty Lips 2（2月3日、アウダースジャパン）
- お兄ちゃんだーいすき（2月4日、イフリート）
- 密室発情診療（2月4日、タカラ映像）
- Pink Gals 2 [暴走発情ギャルズ]（2月10日、ドリームチケット）
- White Booth（2月21日、アヴァ）
- ヴァーチャルM性感。（2月22日、タカラ映像）
- B*Lady [クールな巨乳のホットな誘惑]（3月10日、ドリームチケット）
- チンポいたぶり好きで寸止め好きないじめっ子ギャルに犯される!!（3月15日、ドグマ）
- 友の母 あなたが欲しい（3月17日、グラフィティジャパン）
- OL REAL FUCK（3月20日、イマージュ）オムニバス作品
- 美脚スター&美尻クイーンズ（3月29日、LEO）
- レイプ囮捜査官 亜里沙 嘆きの天使（4月7日、アタッカーズ）
- D LIPs-HIGHSCHOOL 2（4月7日、アウダースジャパン）
- Double*G（4月29日、ワープエンタテインメント）
- 大変貌!!性的ビフォーアフター（5月15日、アレックス）
- キャバナン・ゲット（5月23日、グローリークエスト）
- 尺八痴女 フェラチーニョ 〜監禁病棟編〜（6月13日、溜池ゴロー）
- 美しいお姉様のパイパン file.1 Riricoさん（6月15日、ミル）
- スティンガー AV女優編（6月23日、シャイ企画）
- パイパンレズビアン 3（7月13日、カルマ）
- キャバ嬢中出し 2 新宿Y リリコ（7月28日、オープンモール）
- 競泳水着の女達Special（8月13日、MOODYZ）
- 爆乳ふたなり3PレズSEX（8月20日、アロマ企画）
- 女だけの巨乳家族 レズビアン近親相姦（9月19日、クロス）
- 脚フェチDE痴女 part．1（9月19日、スタイルアート）
- 顔面騎乗M的願望 1（9月22日、アロマ企画）オムニバス作品
- うまなみ。プレゼンツ23 女子校生狩り4時間 2（10月20日、おかず。（ケイ・エム・プロデュース））うまなみ。作品『放課後 女子校生狩り』のセルDVD化作品
- 超絶ローション 巨乳3人ヌルベッチョ!（10月25日、OPERA［オペラ］）
- ジーンズ顔面騎乗 VOL.2（10月25日、ジャネス）
- 艶熟 中出し（11月1日、グローリークエスト）
- 乳とろニクス 美乳、モロ出し姉ちゃん揉みたおし。 Vol.1（11月19日、ZONE）オムニバス作品
- 尻とろニクス 美尻、丸出し姉ちゃん抜きたおし。 Vol.3（11月19日、ZONE）
- W巨乳ブラックライトローション（11月22日、シャイ企画）
- コスりつける女（11月25日、ジャネス）
- 禁断フェティッシュレズビアンII【限定版】（12月1日、アウダースジャパン）
- DOKIレズ5（12月1日、アウダースジャパン）
- 集団エロカワNIGHT FEVER痴女（12月19日、クロス）
- Fetish Lesbian（12月19日、ドリームクリエイト）
- ビリヤードギャルズ（12月20日、イマージュ）

2007年
- 熟女レズ エステサロン（2月7日、グローバルメディアエンタテインメント）
- もしもアナタが…こ〜んな巨乳OLだらけなオフィスの社員だったら?（2月13日、カルマ）
- 同性愛病院 博愛メモリー（2月19日、クロス）
- ウルトラデジモde三人の色白むっちり巨乳ボディー&抜き挿し追求!（2月19日、クロス）
- 破廉恥痴女図鑑 3（3月13日、溜池ゴロー）
- TABOO RIRICO引退作品（3月23日、グローリークエスト）
- キャバ嬢中出しDXアフター4時間・2〜六本木・新宿・渋谷編〜（8月17日、エクストリージョン）
- 妄想巨乳女（9月15日、ルビー）
- バーチャルオナニー RIRICO（9月15日、ルビー）
- プライベート 〜恋のゆくえ〜（9月15日、ルビー）
- 美乳狂い（9月15日、ルビー）他

### 成人映画
- 若妻痴漢遊戯（2005年3月1日、エンゲル）